# The Blues
The Blues er det andet livealbum fra den danske rockmusiker Johnny Madsen, udgivet i 1998. Det er optaget live på Krogården, Fanø.

## Numre
1. "Keep On Knockin'" [live] – 2:55
2. "Rock Island Line" [live] – 2:58
3. "John Hurt" [live] – 3:32
4. "Dust My Broom" [live] - 3:51
5. "I'm A Stranger" [live] – 3:54
6. "It's All Over Now" [live] – 3:58
7. "Gotta Serve Somebody" [live] – 4:58
8. "Mean Town Blues" [live] – 3:51
9. "Long Black Veil" [live] – 4:23
10. "Let It Bleed" [live] – 3:52
11. "Rip It Up" [live] – 2:35
12. "Highway 61" [live] – 3:11
13. "Gamblin' Man" [live] – 5:48
14. "Whole Lotta Shakin'" [live] – 4:07